# Nowy cmentarz żydowski w Wohyniu
Nowy cmentarz żydowski w Wohyniu – cmentarz znajdujący się na południe od Wohynia przy ul. Parczewskiej, założony w XIX wieku. Teren kirkutu obejmujący 0,5 ha jest nieogrodzony, do naszych czasów zachowało się około pięćdziesięciu nagrobków wykonanych z kamieni polnych i pozbawionych elementów zdobniczych.